# Episodi di Boy Girl Dog Cat Mouse Cheese (seconda stagione)
La seconda stagione della serie animata Boy Girl Dog Cat Mouse Cheese, composta da 52 episodi, ha esordito in anteprima mondiale su DeA Kids a partire dal 18 ottobre 2021, mentre nel Regno Unito viene trasmessa dal 3 gennaio 2022 sulla rete televisiva CBBC. In Italia la serie ha debuttato in chiaro il 7 Novembre 2022 su K2.
| n° UK | n° ITA | Titolo originale               | Titolo italiano                   | Prima TV originale | Prima TV Italia  |
| ----- | ------ | ------------------------------ | --------------------------------- | ------------------ | ---------------- |
| 1     | 1      | Begins! Part 1                 | L'inizio. 1ª parte                | 3 gennaio 2022     | 18 ottobre 2021  |
| 2     | 2      | Begins! Part 2                 | L'inizio. 2ª parte                | 4 gennaio 2022     | 18 ottobre 2021  |
| 3     | 3      | The Pied Bagpiper              | Lezioni di karate                 | 5 gennaio 2022     | 19 ottobre 2021  |
| 4     | 4      | Robot-y Karate                 | La suonatrice di cornamusa        | 6 gennaio 2022     | 20 ottobre 2021  |
| 5     | 5      | Gametime, Go!                  | Una giornata indimenticabile      | 7 gennaio 2022     | 21 ottobre 2021  |
| 6     | 6      | Junked                         | Il mercatino                      | 10 gennaio 2022    | 22 ottobre 2021  |
| 7     | 7      | Go Fetch                       | Prendila!                         | 11 gennaio 2022    | 25 ottobre 2021  |
| 8     | 8      | Tricked Out                    | La magia definitiva               | 12 gennaio 2022    | 26 ottobre 2021  |
| 9     | 9      | The Room Mate                  | La coinquilina                    | 13 gennaio 2022    | 27 ottobre 2021  |
| 10    | 10     | Chili Overload                 | Un chili scientifico              | 14 gennaio 2022    | 28 ottobre 2021  |
| 11    | 11     | X Marks the Spot               | La caccia al tesoro               | 17 gennaio 2022    | 29 ottobre 2021  |
| 12    | 12     | Lights! Camera! Action!        | Luci, motore, azione!             | 18 gennaio 2022    | 1 novembre 2021  |
| 13    | 13     | Dog Days                       | Vita da cani                      | 19 gennaio 2022    | 2 novembre 2021  |
| 14    | 14     | Narwhal Day                    | Il giorno del narvalo             | 20 gennaio 2022    | 21 febbraio 2022 |
| 15    | 15     | Bobblehead Heads               | Il club delle bobblehead          | 21 gennaio 2022    | 22 febbraio 2022 |
| 16    | 16     | Mouse Steps                    | Il metodo di Mouse                | 24 gennaio 2022    | 23 febbraio 2022 |
| 17    | 18     | Gramps' Gauntlet of Greatness  | La sfida grandiosa del nonno      | 25 gennaio 2022    | 24 febbraio 2022 |
| 18    | 17     | Who Let the Weredogs Out       | Un cane mannaro in famiglia       | 26 gennaio 2022    | 25 febbraio 2022 |
| 19    | 19     | Staycation                     | Vacanze a casa                    | 27 gennaio 2022    | 28 febbraio 2022 |
| 20    | 20     | The Swapper                    | Lo scambio di cervelli            | 28 gennaio 2022    | 1 marzo 2022     |
| 21    | 21     | Nothing but the Truth          | Nient'altro che la verità         | 31 gennaio 2022    | 2 marzo 2022     |
| 22    | 22     | Gramps Date                    | Una fidanzata per il nonno        | 1 febbraio 2022    | 3 marzo 2022     |
| 23    | 23     | Grin and Parrot                | Piangere dal ridere               | 2 febbraio 2022    | 4 marzo 2022     |
| 24    | 24     | Future Proof                   | Prove di futuro                   | 3 febbraio 2022    | 7 marzo 2022     |
| 25    | 25     | For the Birds                  | Nessuno tocchi i piccioni         | 4 febbraio 2022    | 8 marzo 2022     |
| 26    | 26     | The Favour                     | Scambio di favori                 | 20 giugno 2022     | 9 marzo 2022     |
| 27    | 27     | Hide Me If You Can             | Il nascondiglio migliore          | 21 giugno 2022     | 23 maggio 2022   |
| 28    | 28     | Arcade Aid                     | Sala giochi in pericolo!          | 22 giugno 2022     | 24 maggio 2022   |
| 29    | 29     | L.A.R.P. Out Loud              | Lotta per il trono in soffitta    | 23 giugno 2022     | 25 maggio 2022   |
| 30    | 30     | Family Fun Fight               | Che spasso la famiglia!           | 24 giugno 2022     | 26 maggio 2022   |
| 31    | 31     | Grow Your Own                  | Contadini per un giorno           | 27 giugno 2022     | 27 maggio 2022   |
| 32    | 32     | Two Great Kids                 | Due ragazzi fantastici            | 28 giugno 2022     | 30 maggio 2022   |
| 33    | 33     | Fomo No Mo                     | La giornata super mega divertente | 29 giugno 2022     | 30 maggio 2022   |
| 34    | 34     | Tucked In                      | Tuck dorme da noi                 | 30 giugno 2022     | 1 giugno 2022    |
| 35    | 35     | The Heated Smell of Friendship | Il caldo odore dell'amicizia      | 1 luglio 2022      | 2 giugno 2022    |
| 36    | 36     | Road Trip                      | In viaggio con il nonno           | 4 luglio 2022      | 3 giugno 2022    |
| 37    | 37     | The Hosts                      | Gli ospiti                        | 5 luglio 2022      | 7 giugno 2022    |
| 38    | 38     | Cat Crusader Returns           | Il ritorno di Cat l'avventurosa   | 6 luglio 2022      | 8 giugno 2022    |
| 39    | 39     | Cat's Frenemy                  | Un nuovo amico per Cat            | 7 luglio 2022      | 9 giugno 2022    |
| 40    | 40     | DJ Cat-Cat                     | Dee-jay Cat Cat                   | 1 agosto 2022      | 22 agosto 2022   |
| 41    | 41     | No Mail's Land                 | Niente posta per la famiglia      | 2 agosto 2022      | 23 agosto 2022   |
| 42    | 42     | Girl's Greatness               | La grandiosa Girl                 | 3 agosto 2022      | 24 agosto 2022   |
| 43    | 43     | Fix it Yourself                | La famiglia aggiustatutto         | 4 agosto 2022      | 25 agosto 2022   |
| 44    | 44     | Goodbye Gramps                 | Non partire, nonno!               | 5 agosto 2022      | 26 agosto 2022   |
| 45    | 45     | Picture Perfect                | La foto perfetta                  | 8 agosto 2022      | 29 agosto 2022   |
| 46    | 46     | The Cool List                  | La lista fantastica               | 9 agosto 2022      | 30 agosto 2022   |
| 47    | 47     | Founders' Play                 | Il giorno dei fondatori           | 10 agosto 2022     | 31 agosto 2022   |
| 48    | 48     | Pastime Paradise               | Il boschetto del Paradiso         | 11 agosto 2022     | 1 settembre 2022 |
| 49    | 49     | Mighty Fighty Robots           | Super mega robot                  | 12 agosto 2022     | 2 settembre 2022 |
| 50    | 50     | No Boys Allowed                | Vietato ai ragazzi                | 15 agosto 2022     | 5 settembre 2022 |
| 51    | 51     | The Spy Who Bugged Me          | A scuola di spie                  | 16 agosto 2022     | 6 settembre 2022 |
| 52    | 52     | Video Game Pain                | Salviamo la sala giochi!          | 17 agosto 2022     | 7 settembre 2022 |